# Giulio Ferrario
Giulio Ferrario (Milano, 28 gennaio 1767 – Milano, 2 aprile 1847) è stato un presbitero, storico e scrittore italiano, direttore della Biblioteca Braidense di Brera.

## Biografia
Nacque a Milano da Giovanni e dalla nobile Antonia Lanzavecchia e fu tenuto a battesimo dal marchese Giulio Pompeo Litta Visconti che si dimostrò a lui generosamente legato finché fu in vita. A nove anni entrò nel Seminario arcivescovile di Arona, poi quelli di Milano e Monza per poi passare nel Seminario Generale di Pavia in cui nel 1790 ottenne le lauree in utroque iure ovvero diritto canonico e diritto civile. Rientrato a Milano ricevette gli ordini sacri e si dedicò all'attività sacerdotale a cui alternava, nei momenti di riposo, lo studio delle Lettere e delle Belle Arti..
Il marchese Litta, notata la costante attitudine verso le Lettere, lo volle con sé e gli affidò la propria ricca biblioteca: per essa nel biennio 1796-1797 il giovane Ferrario compilò il duplice catalogo, alfabetico e per materie o soggetti. Il criterio classificatorio per soggetti era un modello introdotto da Bacone (1561-1626) e poi applicato da d'Alembert (1717-1783). L'impresa non venne ultimata ma servì a Ferrario ad acquisire una padronanza della materia tale da metterlo in condizione nel 1802 di dare alle stampe il Progetto per un catalogo bibliografico secondo il sistema delle cognizioni umane di Bacone e d'Alembert, opera del suo debutto editoriale che gli valse grande plauso, una generosa retribuzione del Governo e titolo per essere assunto nel ruolo di assistente nella Biblioteca Braidense di Brera. Sempre nel 1802 Ferrario pubblica la riedizione di opere di Giambattista Vico (1668-1744) e di Giovanni Lodovico Bianconi (1717-1781). A coronamento di una progressione di carriera senza intoppi, nel 1838 Giulio Ferrario veniva nominato direttore della prestigiosa istituzione culturale di Milano.

Come autore, il titolo più significativo di Giulio Ferrario è il monumentale Il costume antico e moderno, una compilazione erudita in 21 volumi, usciti a Milano tra il 1817 e il 1834 e recante un articolato sottotitolo: Storia del governo, della milizia, della religione, delle arti, scienze ed usanze di tutti i popoli antichi e moderni provata con monumenti dell'antichità e rappresentata cogli analoghi disegni. Grazie a uno stile divulgativo che fondeva intrattenimento e istruzione, questa opera ebbe un notevole successo editoriale, anche se in certe sue parti, a causa dell'enorme varietà degli argomenti affrontati, risultava alquanto carente sotto il profilo della documentazione.

## Opere
- Il costume antico e moderno, Milano, 1817-1834
- Monumenti sacri e profani dell'Imperiale e Reale Basilica di Sant'Ambrogio in Milano, Milano, 1824.
- Storia ed analisi degli antichi romanzi di cavalleria, Milano, 1828.
- Descrizione della Palestina, Milano, 1843.
- Memorie per servire alla storia dell'architettura milanese, Milano, 1843.